# Eryk Latoń
Eryk Latoń (Godziesze Małe, 22 augustus 1993) is een Pools voormalig wielrenner die in 2017 en 2018 reed voor Team Hurom.

## Carrière
In 2015, zijn eerste jaar als prof, nam Latoń onder meer deel aan de Koers van de Olympische Solidariteit, waarin hij derde werd in de laatste etappe, en de Ronde van Hainan. In het Pools kampioenschap tijdrijden voor beloften werd hij negende, met ruim anderhalve minuut achterstand op winnaar Szymon Rekita. Twee dagen later werd hij veertiende in de wegwedstrijd.
Het seizoen 2016 begon voor Latoń met de Clásica de Almería, die vanwege stormachtige wind werd ingekort tot een criterium van 21 kilometer. Hier eindigde de Pool op de negende plaats, acht seconden achter winnaar Leigh Howard. In augustus werd Latoń tweede in de Puchar Ministra Obrony Narodowej, waarin hij in de sprint werd verslagen door Alois Kaňkovský.

## Overwinningen
2014
6e etappe Ronde van Mazovië
Memoriał Romana Siemińskiego

## Ploegen
- 2012 –  BDC-Marcpol Team
- 2013 –  BDC-Marcpol Team
- 2014 –  BDC Marcpol
- 2015 –  CCC Sprandi Polkowice
- 2016 –  CCC Sprandi Polkowice
- 2017 –  Team Hurom
- 2018 –  Team Hurom

Banaszek · Brożyna · Černý · Großschartner · Hirt · Honkisz · Kaczmarek · Kiendyś · Kurek · Latoń · Małecki · Marycz · Matysiak · Michajlov · Mrożek · Owsian · Paluta · de la Parte · Paterski · Pluciński · Ponzi · Rebellin · Samojlaw · Stępniak · Stosz · Szmyd · Taciak
Aniołkowski · P. Franczak · W. Franczak · Gutek · Latoń · Matysiak · Migdał · Piaskowy · Sypytkowski · Tomasiak · Warchoł · Sławek (stagiair)
Aniołkowski · Bartkiewicz · Boets · Gutek · Kaczmarek · Kloc · Konieczny · Latoń · Manowski · Piaskowy · Vasyljoek